# Porribius pacificus
Porribius pacificus är en loppart som beskrevs av Jordan 1946. Porribius pacificus ingår i släktet Porribius och familjen fladdermusloppor. Inga underarter finns listade i Catalogue of Life.